# Damaststickning
Damaststickning är en typ av heltäckande stickade ytmönster inspirerade av damastvävnader. Mönstereffekten uppnås med aviga maskor på en slätstickad botten och syns bäst om den som stickar begagnar sig av ett garn med glatt yta samt stickar ganska så fast.
Exempel på damaststickning finns i regel på så kallade spedetröjor som tillhör den traditionella folkliga dräkten från Skåne.